# ديفيد ويست (لاعب كرة قدم)
ديفيد ويست (بالإنجليزية: David West)‏ (16 نوفمبر 1964 في المملكة المتحدة - ) هو لاعب كرة قدم بريطاني في مركز الهجوم. لعب مع نادي توركي يونايتد ونادي ليفربول وDorchester Town F.C. ‏ وBashley F.C. ‏ ونادي تشيلتنهام تاون لكرة القدم ونادي فارم تاون.